# 福岡県道734号若津港線
福岡県道734号若津港線（ふくおかけんどう734ごう わかつこうせん）は、福岡県大川市を通る一般県道である。

## 概要
大川市大字小保の筑後川昇開橋付近にある若津港から大川市大字酒見に至る。

### 路線データ
- 起点：福岡県大川市大字小保（若津港）
- 終点：福岡県大川市大字酒見（花宗大橋交差点、国道208号交点）

## 路線状況

### 重複区間
- 福岡県道767号本町新田大川線（大川市大字小保・若津港交差点 - 大川市大字小保・小保交差点）

### 道路施設

#### 橋梁
- 小保橋（大川市）

## 地理

### 通過する自治体
- 大川市

### 交差する道路
| 交差する道路                             | 交差する場所 | 交差する場所          |
| ---------------------------------------- | ------------ | --------------------- |
| 福岡県道767号本町新田大川線 重複区間起点 | 大字小保     | 若津港交差点          |
| 福岡県道767号本町新田大川線 重複区間終点 | 大字小保     | 小保交差点            |
| 福岡県道716号水田大川線                  | 大字榎津     | 明治橋交差点          |
| 国道208号                                | 大字酒見     | 花宗大橋交差点 / 終点 |

### 沿線
- 筑後川昇開橋
- 若津港
- ハローワーク大川